# 佩勒姆公園道車站 (IRT白原路線)
佩勒姆公園道車站（英語：Pelham Parkway station）是紐約地鐵IRT白原路線一個慢車地鐵站，位於布朗克斯佩勒姆公園道及白原路，設有2號線（任何時候停站）與5號線（僅繁忙時段的尖峰方向停站）列車服務。

## 車站結構
| 月台層 | 側式月台 | 側式月台 |
| 月台層 | 北行慢車 | ← 往威克菲爾德-241街 (阿勒頓大道) ← 黃昏繁忙時段往涅雷大道 (阿勒頓大道)                                                                 |
| 月台層 | 尖峰快車 | ← 不停靠 (早上繁忙時段) |
| 月台層 | 南行慢車 | ← 經第七大道往夫拉特布什大道-布魯克林學院 (布朗克斯公園東) → ← 早上繁忙時段經萊辛頓大道往夫拉特布什大道-布魯克林學院 (布朗克斯公園東) → |
| 月台層 | 側式月台 | |
| 夾層   | 夾層     | 閘機、車站詢問處、Metrocard自動售票機 升降機位於佩勒姆公園路及白原路西南角                                                              |
| Ground | 街道層   | 出入口 |

此高架車站設有兩個側式月台和三條軌道，中央軌道不營運。

## 外部連結
- nycsubway.org—IRT White Plains Road Line: Pelham Parkway
- nycsubway.org — Back to the Garden Artwork by Tomie Arai (2006) （页面存档备份，存于）
- Station Reporter — 2 Train
- The Subway Nut — Pelham Parkway Pictures （页面存档备份，存于）
- MTA's Arts For Transit — Pelham Parkway (IRT White Plains Road Line) （页面存档备份，存于）
- Pelham Parkway (north) entrance from Google Maps Street View
- Pelham Parkway (south) entrance from Google Maps Street View
- Platforms from Google Maps Street View